# Alf Lie
Alf Lie (Bergen, 10 de abril de 1887 — Bergen, 22 de março de 1969) foi um ginasta norueguês que competiu em provas de ginástica artística pela nação.
Lie é o detentor de uma medalha olímpica, conquistada na edição de 1912, nos Jogos de Estocolmo. Na ocasião, foi o medalhista de ouro da prova coletiva de sistema livre ao lado de seus 23 companheiros de equipe (incluído seu irmão, Rolf), quando superou as nações da Finlândia e Dinamarca, prata e bronze respectivamente.